# João Fonseca (tennista)
João Fonseca (Rio de Janeiro, 21 agosto 2006) è un tennista brasiliano.
Talento precoce, a diciotto anni conquista il suo primo titolo in singolare nel circuito maggiore all’Argentina Open (primo 2006 a trionfare in un torneo ATP), nelle prove del Grande Slam ha raggiunto il terzo turno sia al Roland Garros che a Wimbledon, entrambi nel 2025. Il suo miglior ranking ATP è la 44ª posizione dell'agosto 2025.

## Biografia

### 2023: numero uno tra gli juniores, esordio nel circuito ATP
Inizia il 2023 raggiungendo, assieme ad Alexander Blockx, la finale dell'Australian Open 2023 - Doppio ragazzi. In ogni torneo Junior del Grande Slam raggiunge in singolare i quarti di finale, compresi gli US Open 2023 - Singolare ragazzi dove vince in finale contro Learner Tien. Grazie ai risultati conseguiti Fonseca diventa a 17 anni il nº 1 del circuito Junior nel 2023 e il primo brasiliano a concludere la stagione in tale posizione nel circuito Junior.
Fa il suo debutto nel circuito ATP al Rio Open 2023 con una wild card per il tabellone principale di singolare; prende parte anche al tabellone principale del doppio, entrando come lucky losers in coppia con Mateus Alves.

### 2024: primo titolo Challenger, top 150 e titolo alle Next Generation ATP Finals
Nel gennaio del 2024 raggiunge la prima semifinale in un Challenger a Buenos Aires. Nel corso della stagione prende come allenatore Guilherme Teixeira. Entra nel tabellone principale di singolare al Rio Open 2024 con una wild card e vince il suo primo incontro ATP con il successo sulla testa di serie nº 7 Arthur Fils, diventando il primo giocatore nato nel 2006 a vincere un match ATP. Sconfigge poi Cristian Garín e diventa il secondo più giovane a prendere parte a un quarto di finale in un torneo ATP 500 da Alexander Zverev ad Amburgo nel 2014. Viene sconfitto da Mariano Navone, futuro finalista del torneo.
Eliminato al primo turno al Chile Open, a fine torneo annuncia il suo passaggio al professionismo rinunciando a giocare nei tornei statunitensi dei College con l'Università della Virginia. A marzo raggiunge la sua prima finale Challenger al Paraguay Open e viene sconfitto dal connazionale Gustavo Heide. In aprile riceve un'altra wild card per il Romanian Open 2024 e raggiunge i quarti di finale sconfiggendo Lorenzo Sonego (nº 6 del seeding) e Radu Albot, prima di essere eliminato da Alejandro Tabilo.
Partecipa al suo primo Masters 1000 al Madrid Open, e dopo il successo su Alex Michelsen raccoglie solo cinque giochi contro Cameron Norrie al secondo turno. A giugno consegue scarsi risultati nei tornei sull'erba, ad agosto vince il suo primo titolo Challenger a Lexington, battendo in finale Li Tu in due set, ed entra per la prima volta nella top 200 del ranking ATP. Alla sua prima esperienza agli US Open non va oltre il terzo turno di qualificazione. Fa il suo esordio nella squadra brasiliana di Coppa Davis, vince i singolari contro Botic van de Zandschulp e Raphael Collignon, e perde quello contro Matteo Berrettini. Continua l'ascesa nei successivi tornei Challenger raggiungendo i quarti a Brest e la semifinale a Lione. 
Si qualifica per le Next Generation ATP Finals con l’ottavo e ultimo posto utile. Vince i tre match di round-robin contro Tien, Menšík e Fils. Supera in semifinale Van Assche e in finale ritrova Tien, che batte in rimonta in quattro set, diventa il secondo tennista più giovane di sempre (dopo Sinner) e quello con la posizione più bassa in classifica a vincere il torneo.

### 2025: primo titolo ATP, due titoli Challenger e 44º nel ranking
Comincia la stagione trionfando al Challenger 125 di Canberra senza perdere alcun set. Supera le qualificazioni anche agli Australian Open e al primo turno del main-draw sconfigge il nº 9 al mondo Andrej Rublëv in tre set, sua prima vittoria contro un top-10, e diventa il primo 2006 a vincere un incontro del Grande Slam. Esce in cinque set al secondo turno contro Lorenzo Sonego ed entra per la prima volta in top 100, al 98° posto. Nella sfida di Coppa Davis contro la Francia perde in due set contro Humbert. A febbraio trionfa all'ATP 250 di Buenos Aires, elimina tra gli altri Tomás Martín Etcheverry e in finale batte Francisco Cerúndolo in due set, vincendo così il suo primo titolo ATP. Il risultato gli permette di salire in 68ª posizione e di diventare il nº 1 brasiliano a 18 anni, 5 mesi e 26 giorni, nonché il primo 2006 e il settimo più giovane di tutti i tempi a vincere un titolo ATP. Al Rio Open 2025 esce al primo turno mentre al Masters 1000 dell'Indian Wells Open perde al secondo turno contro il vincitore del torneo Jack Draper. Vince il successivo Challenger 175 da 250.000 $ dell'Arizona Tennis Classic superando in finale dopo due tie-break Aleksandr Bublik. Al Miami Open elimina il nº 20 del mondo Ugo Humbert, al terzo turno cede in tre set al nº 11 al mondo Alex de Minaur e sale al 59º posto mondiale.
Rientra dopo quasi un mese e viene sconfitto al secondo turno al Madrid Open da Tommy Paul, esce quindi al turno di esordio al Challenger 175 dell'Estoril Open e agli Internazionali d'Italia. Debutta all'Open di Francia 2025 battendo nettamente il nº 30 al mondo Hubert Hurkacz e cede al terzo turno contro Jack Draper; a fine torneo porta il miglior ranking alla 57ª posizione. Continua l'ascesa nonostante la sconfitta al secondo turno dell'Eastbourne International contro il nº 5 del mondo e vincitore del torneo Taylor Fritz. Al suo debutto al torneo di Wimbledon diventa il più giovane a raggiungere il terzo turno ai Championships dal 2011. Viene eliminato da Nicolás Jarry e porta il miglior ranking al 47º posto. Sale al 44º dopo il terzo turno raggiunto al Masters 1000 di Cincinnati.

## Statistiche

### Singolare

#### Vittorie (1)
| Legenda              |
| Grande Slam (0)      |
| ATP Finals (0)       |
| ATP Masters 1000 (0) |
| ATP Tour 500 (0)     |
| ATP Tour 250 (1)     |

| N. | Data             | Torneo                       | Superficie  | Avversario in finale | Punteggio   |
| 1. | 16 febbraio 2025 | Argentina Open, Buenos Aires | Terra rossa | Francisco Cerúndolo  | 6–4, 7–6(1) |

### Next Generation ATP Finals

#### Vittorie (1)
| Legenda                        |
| Next Generation ATP Finals (1) |

| N. | Data             | Torneo                            | Superficie  | Avversario in finale | Punteggio             |
| 1. | 22 dicembre 2024 | Next Generation ATP Finals, Gedda | Cemento (i) | Learner Tien         | 2–4, 4–3(8), 4–0, 4–2 |

### Tornei minori

#### Singolare

##### Vittorie (3)
| Legenda tornei minori |
| Challenger (3)        |
| ITF (0)               |

| N. | Data           | Torneo                                  | Superficie | Avversario in finale | Punteggio      |
| 1. | 4 agosto 2024  | Lexington Challenger, Lexington         | Cemento    | Li Tu                | 6–1, 6–4       |
| 2. | 4 gennaio 2025 | Canberra Tennis International, Canberra | Cemento    | Ethan Quinn          | 6–4, 6–4       |
| 3. | 16 marzo 2025  | Arizona Tennis Classic. Phoenix         | Cemento    | Aleksandr Bublik     | 7–6(5), 7–6(0) |

##### Finali perse (1)
| Legenda tornei minori |
| Challenger (1)        |
| ITF (0)               |

| N. | Data          | Torneo                  | Superficie  | Avversario in finale | Punteggio        |
| 1. | 24 marzo 2024 | Paraguay Open, Asunción | Terra rossa | Gustavo Heide        | 5–7, 7–6(6), 1–6 |

#### Doppio

##### Vittorie (1)
| Legenda tornei minori |
| Challenger (1)        |
| ITF (0)               |

| N. | Data            | Torneo                                 | Superficie  | Compagno       | Avversari in finale           | Punteggio |
| 1. | 21 gennaio 2024 | Challenger AAT de TCA II, Buenos Aires | Terra rossa | Pedro Sakamoto | Jakob Schnaitter Mark Wallner | 6–2, 6–2  |

##### Finali perse (1)
| Legenda tornei minori |
| Challenger (0)        |
| ITF (1)               |

| N. | Data           | Torneo                   | Superficie  | Compagno       | Avversari in finale       | Punteggio |
| 1. | 24 giugno 2023 | M15 Saarlouis, Saarlouis | Terra rossa | Dylan Dietrich | Robin Catry Luca Staeheli | 1-6, 2-6  |

### Tornei del Grande Slam Junior

#### Singolare

##### Vittorie (1)
| Anno | Torneo  | Superficie | Avversario   | Punteggio     |
| ---- | ------- | ---------- | ------------ | ------------- |
| 2023 | US Open | Cemento    | Learner Tien | 4–6, 6–4, 6–3 |

#### Doppio

##### Finali perse (1)
| Anno | Torneo          | Superficie | Compagno         | Avversari                    | Punteggio |
| ---- | --------------- | ---------- | ---------------- | ---------------------------- | --------- |
| 2023 | Australian Open | Cemento    | Alexander Blockx | Learner Tien Cooper Williams | 4–6, 4–6  |

## Risultati in progressione
| V | F | SF | QF | #T | RR | Q# | A | Z# | PO | O | F-A | SF-B | ND |

(V) Torneo vinto; raggiunto (F) finale, (SF) semifinale, (QF) quarti di finale, (#T) turni 4, 3, 2, 1; (RR) round - robin; (Q#) Turno di qualificazione; (A) assente dal torneo; (Z#) Zona gruppo Coppa Davis/Fed Cup (con indicazione numero); (PO) play-off Coppa Davis o Fed Cup; vinto un (O) oro, (F-A) argento o (SF-B) bronzo ai Giochi Olimpici; (ND) torneo non disputato.

### Singolo
Statistiche aggiornate al 8 maggio 2025
| Torneo                     | 2023 | 2024 | 2025  | Titoli      | V-S         | V%          |
| Tornei del Grande Slam     |      |      |       |             |             |             |
| Australian Open            | A    | A    | 2T    | 0 / 1       | 1-1         | 50%         |
| Roland Garros              | A    | A    | 3T    | 0 / 1       | 2-1         | 67%         |
| Wimbledon                  | A    | Q1   | 3T    | 0 / 1       | 2-1         | 67%         |
| US Open                    | A    | Q3   |       | 0 / 0       | 0-0         | –           |
| Vittorie-Sconfitte         | -    | -    | 1-1   | 0 / 1       | 1-1         | 50%         |
| Torneo di fine anno        |      |      |       |             |             |             |
| Next Generation            | A    | V    |       | 1 / 1       | 5–0         | 100%        |
| Vittorie-Sconfitte         | -    | 5-0  | -     | 1 / 1       | 5–0         | 100%        |
| Nazionale                  |      |      |       |             |             |             |
| Coppa Davis                | A    | RR   | 1T    | 0 / 2       | 2–2         | 50%         |
| Vittorie-Sconfitte         | -    | 2-1  | 0-1   | 0 / 2       | 2-2         | 50%         |
| ATP 1000                   |      |      |       |             |             |             |
| Indian Wells               | A    | A    | 2T    | 0 / 1       | 1-1         | 50%         |
| Miami                      | A    | A    | 3T    | 0 / 1       | 2 - 1       | 67%         |
| Madrid                     | A    | 2T   | 2T    | 0 / 2       | 2-2         | 50%         |
| Roma                       | A    | A    | 1T    | 0 / 1       | 0-1         | 0%          |
| Vittorie-Sconfitte         | -    | 0–1  |       | 0 / 1       | 0-1         | 0%          |
| ATP 500                    |      |      |       |             |             |             |
| Rio de Janeiro             | 1T   | QF   | 1T    | 0 / 3       | 2-3         | 40%         |
| Halle                      | A    | 1T   | 1T    | 0 / 2       | 0–2         | 0%          |
| Vittorie-Sconfitte         | 0-1  | 2-2  | -     | 0 / 3       | 2-3         | 40%         |
| ATP 250                    |      |      |       |             |             |             |
| Buenos Aires               | A    | A    | V     | 1 / 1       | 5-0         | 100%        |
| Santiago del Cile          | A    | 1T   | A     | 0 / 1       | 0-1         | 0%          |
| Estoril                    | A    | 1T   | C.175 | 0 / 1       | 0-1         | 0%          |
| Bucarest                   | ND   | QF   | A     | 0 / 1       | 2-1         | 66%         |
| Eastbourne                 | A    | A    | 2T    | 0 / 1       | 1-1         | 50%         |
| Vittorie-Sconfitte         | -    | 5-3  | 5-0   | 1 / 4       | 7-3         | 70%         |
| Statistiche carriera       |      |      |       |             |             |             |
|                            | 2023 | 2024 | 2025  | Titoli      | V–S         | V%          |
| Tornei ATP disputati       | 1    | 6    | 2     | 8           | 8           | 8           |
| Finali ATP perse           | 0    | 0    | 0     | 0           | 0           | 0           |
| Tornei ATP vinti           | 0    | 0    | 1     | 1           | 1           | 1           |
| Statistiche per superficie |      |      |       |             |             |             |
| Cemento                    | 0–0  | 7-1  | 1-2   | 0 / 1       | 7-2         | 78%         |
| Terra                      | 0–1  | 5-5  | 0-0   | 1 / 7       | 10-7        | 59%         |
| Erba                       | 0–0  | 0-1  | 0–0   | 0 / 1       | 0–1         | 0%          |
| Vittorie-Sconfitte         | 0–1  | 12-7 | 1-2   | 26-20       | 26-20       | 26-20       |
| Vittorie (%)               | 0%   | 63%  | 33%   | 57%         | 57%         | 57%         |
| Ranking                    | 727  | 145  |       | 1,725,306 $ | 1,725,306 $ | 1,725,306 $ |

## Testa a testa con altri giocatori

### Vittorie contro giocatori top 10
| Stagione | 2024 | 2025 | Totale |
| -------- | ---- | ---- | ------ |
| Vittorie | 0    | 1    | 1      |

| Nº   | Giocatore     | Rank | Torneo                     | Superficie | Turno | Punteggio           |      |
| 2025 | 2025          | 2025 | 2025                       | 2025       | 2025  | 2025                | 2025 |
| ---- | ------------- | ---- | -------------------------- | ---------- | ----- | ------------------- | ---- |
| 1.   | Andrej Rublëv | 9    | Australian Open, Melbourne | Cemento    | 1T    | 7–6(1), 6–3, 7–6(5) |      |